# Roncocreagris robustior
Espèce
Synonymes
- Microcreagris galeonuda robustior Beier, 1959

Roncocreagris robustior est une espèce de pseudoscorpions de la famille des Neobisiidae.

## Distribution
Cette espèce est endémique des Asturies en Espagne. Elle se rencontre vers Villaviciosa.

## Description
Le mâle mesure 1,7 mm et la femelle 2 mm.

## Systématique et taxinomie
Cette espèce a été décrite sous le protonyme Microcreagris galeonuda robustior par Beier en 1959. Avec son espèce, elle est placée dans le genre Roncocreagris par Mahnert en 1976. Elle est élevée au rang d'espèce par Zaragoza en 2008.

## Publication originale
- Beier, 1959 : Ergänzungen zur iberischen Pseudoscorpioniden-Fauna. Eos, vol. 35, p. 113-131 (texte intégral).